# Сарус
Сар (на латински: Sarus; † 413, Галия) е римски офицер от готски произход, който през 407 г. е на служба при Стилихон, когато се бие против узурпатор Константин (III). Той е брат на Зигерих.
Преди това през 405 и 406 г. Сар се бие за Западната Римска империя против готския крал Радагайз до Флоренция в Италия.
Когато на 22 август 408 г. Стилихон е убит в Равена след една дворцова интрига, Сар напуска римската войска заедно със своите мъже. Той оставя император Хонорий с малка защита в Равена във време, когато вестготите начело с Аларих I действат неконтролирано в Етрурия.
Аларих умира през 410 г., Константин през 411 г., и същата година в Галия се появява новият узурпатор Йовин, който е издигнат за император от бургундите и аланите. Сар се присъединява към него. Йовин се държи две години, докато вестготите с новия им крал
Атаулф идват от Италия в Галия, за да се срещнат с него.
При последвалата битка между Сар и Атаулф, Сар е убит (през 413 г.). Скоро след това Йовин бяга. Той е обкръжен във Валенция, закаран в Нарбона и там убит.